# Andrzej Brzoska
Andrzej Piotr Brzoska – polski reżyser dźwięku i producent muzyczny, pedagog, doktor sztuk muzycznych w dyscyplinie artystycznej reżyserii dźwięku, były wicedyrektor Polskiego Radia, zastępca głównego reżysera Teatru Polskiego Radia. Odznaczony Srebrnym (2000) i Złotym Krzyżem Zasługi (2011), Krzyżem Kawalerskim Orderu Odrodzenia Polski (2015), Brązowym Medalem „Zasłużony Kulturze Gloria Artis” (2015). Członek Akademii Fonograficznej. Laureat nagród muzycznych „Fryderyk”.

## Kariera
Od 1979 r. związany z Polskim Radiem, w latach 1994–2009 był wicedyrektorem. Był stypendystą Radia BBC w Londynie (1991) i Canadian Broadcasting Corporation w Toronto (1997). Trzykrotnie został laureatem międzynarodowej nagrody radiowej Prix Italia (1989, 1992, 1996), Ostankino Prize (Moskwa 1996) oraz Grand Prix VI Festiwalu Prix Marulić (Hvar 2002). Wraz z Krzysztofem Czeczotem zrealizował słuchowisko „Andy”, które w 2013 r. otrzymało tytuł najlepszego słuchowiska roku na międzynarodowym festiwalu Prix Europa w Berlinie. BYł wykładowcą WRiTV Uniwersytetu Śląskiego, „Collegium Civitas”, obecnie jako nauczyciel akademicki pracuje w Akademii Teatralnej i na Uniwersytecie Muzycznym w Warszawie oraz uczy elektrofonii w Politechnice Gdańskiej. Płyta wybitnej włoskiej flecistki Rity D’Arcangelo w jego reżyserii otrzymała nagrodę Golden Medal na jednym z najważniejszych konkursów muzycznych w USA – Global Music Awards (2016). Wiele razy był nagradzany na Festiwalu Teatru Polskiego Radia i Teatru Telewizji Polskiej „Dwa Teatry”: Grand Prix (2002, 2006, 2009, 2012, 2013), nagroda za realizację akustyczną (2004, 2005, 2010, 2016, 2017). Jest pomysłodawcą cyklu „Klasyka Polskiego Dramatu” i „Wielka Klasyka”, będącego realizacją najważniejszych w historii literatury dramatów z ich emisją w systemie dźwięku przestrzennego. W 2011 r. Audio Engineering Society przyznało Brzosce Fellowship Award. W 2016 r. utworzył rozgłośnię radiową Voice of Children w Educational Institute for Blind Children w Rwandzie.